# Британські СС (мінісеріал, 2017)
Британські СС (англ. SS-GB) – телевізійний, п'ятисерійний серіал режисера Філіпа Кадельбаха, знятий у жанрі альтернативної історії за однойменним романом Лена Дейтона. Прем'єра фільму відбулася 14 лютого 2017 року на Берлінському міжнародному кінофестивалі.

## Сюжет
Події відбуваються в альтернативному 1941 році, після окупації Британії нацистською Німеччиною.
Дуглас Арчер, детектив Скотленд-Ярда,  працює над розкриттям злочинів не занурюючись у політичні питання.
Та одного разу, розслідуючи вбивство в антикварному магазині, він дізнається, що загиблий був вченим, причетним до ядерної програми, яка перебувала під наглядом Вермахту. Також Арчеру стає відомо, що СС ворогує з Вермахтом та намагається перепідпорядкувати ядерну програму собі. Тому до Британії прибуває офіцер СС задля контролю над розслідуванням.
Як з’ясовує Арчер, до вбивства причетні бійці руху опору, які намагаються знайти на нього важелі впливу. З цією ж метою детектив запрошується на вечірку,  під час якої колишні британські урядовці з’ясовують його погляди щодо німецької окупації. Там Арчер знайомиться з полковником Мейхью, одним з керівників опору, та незабаром починає допомагати спротиву. За планом полковника він вивозить  хворого короля Георга  з лікарні, де останній утримувався нацистами, для подальшого переправлення до США. 
Але прибувши в умовне місце, Арчер із товаришами потрапляє у пастку. Під час короткого бою король гине; Арчер опиняється у полоні, проте в подальшому йому вдається врятуватись. 
Як виявилося потому, за розрахунком полковника Мейхью, хворий король не міг належно представляти Британію на міжнародному рівні, тому мав героїчно загинути, а ніби-то невдала операція, насправді була відволікаючим маневром, який відтягнув сили СС, що охороняли науково-дослідницький центр з ядерної програми. Залишений без належної охорони, центр був знищений американським лінкором. 

## Сприйняття
Фільм отримав переважно схвальні відгуки. Зокрема, у відгуку видання «Radio Times» зазначено, що час телевізійної адаптації роману-антиутопії «SS-GB» Лена Дейтона «ідеально відповідає тривогам сьогодення…викликає занепокоєння, спонукає до роздумів – але, перш за все, це абсолютно захоплює».

## Нагороди
У  2018 році фільм був відзначений премією BAFTA у категорії «Титри та Графічна ідентизація».